# Colt Canada C7
O Colt Canada C7 e C8 são uma família canadense de fuzis de serviço, fabricados pela Colt Canada (antigamente Diemaco), com projeto e função semelhantes ao Colt M16A3.
O C7 e suas variantes foram adotados como o fuzil padrão pelas forças armadas do Canadá, Noruega (somente forças especiais), Dinamarca e Países Baixos. Após os testes, as variantes do C8 são armas de fogo de uso geral para as Forças Especiais do Reino Unido. O C8A1 também é a arma de fogo padrão da Real Força Aérea Neerlandesa e outros operadores especialistas dentro das forças armadas holandesas e britânicas. Ele foi utilizado em várias implantações de combate por forças canadenses, britânicas, norueguesas, holandesas e dinamarquesas no Afeganistão, Iraque e Mali.

## C7

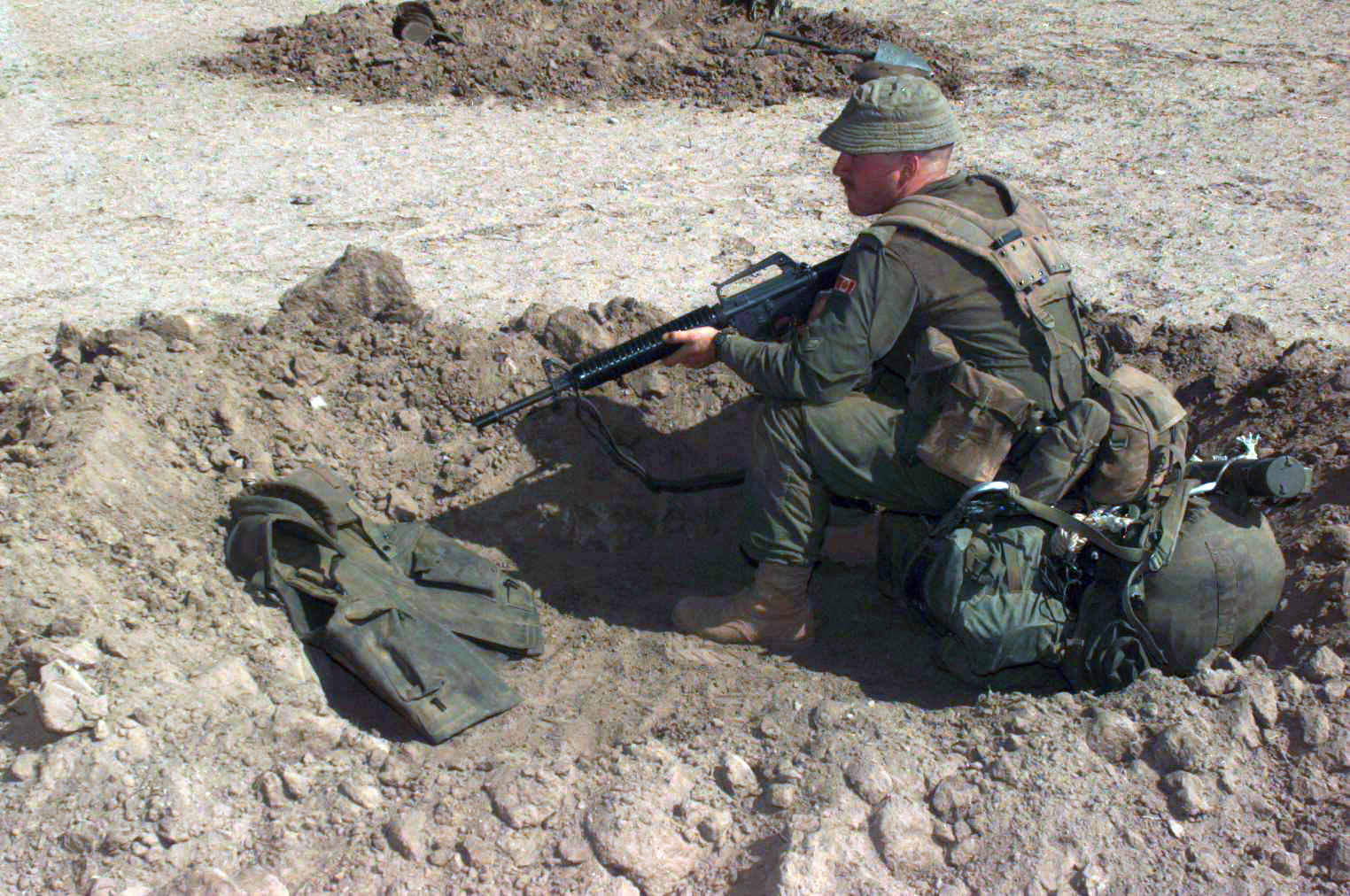
Um militar paraquedista canadense com um fuzil C7, 1992

O desenvolvimento do fuzil de assalto C7 foi paralelo ao do M16A2 pela Colt. Um oficial de ligação das Forças Canadenses trabalhou com o Corpo de Fuzileiros Navais dos Estados Unidos no Programa de Melhoria do Produto M16A1 e repassou informações ao Escritório do Programa de Substituição de Fuzis do Canadá. O C7 é mais parecido com o protótipo M16A1E1 do que com os M16A2s finais. Os primeiros C7s foram fabricados pela Colt para as Forças Canadenses como o Colt Modelo 715. A série C7 de armas de fogo é acionada pelo mesmo sistema de ferrolho Stoner e gás de arraste da série M16. Como o M16A1 e o M16A3, o C7 tem modos de disparo semiautomáticos e automáticos. O C7 também apresenta o reforço estrutural, defletor de estojo gasto, guarda-mãos aprimorados e coronha mais longa desenvolvidos para o M16A2.
A Diemaco mudou o alçapão na coronha para permitir acesso mais fácil a um pequeno compartimento de armazenamento dentro da coronha, e um espaçador de 13 mm está disponível para ajustar o comprimento da coronha e o comprimento do puxão de acordo com a preferência do operador. Para a mobília, a Diemaco escolheu o polímero reforçado com nylon Fiberlite, adequado para descontaminação de CRBN e uso em clima frio a -68 °C. A alça de transporte e o conjunto de alça de mira na parte superior do receptor do Diemaco C7 apresentam a diferença externa mais notável entre os M16A2s e C7s americanos. Os Diemaco C7s usam uma linha de mira de ferro de poste traseiro e frontal de abertura dupla tipo L modificada pré-M16A2 com duas configurações de combate. Umaalça de  mira de abertura de aproximadamente 1,8 mm de diâmetro é usada para situações normais de tiro para distâncias de alvo de até 400 m. Uma segunda mira de batalha de abertura maior de aproximadamente 5,1 mm de diâmetro é usada como um anel fantasma para engajamento rápido de alvo de curto alcance e durante visibilidade limitada.
Os protetores de asa protegiam a massa de mira, que foi alterada para um poste redondo cônico mais fino de aproximadamente 1,3 mm de diâmetro. As miras de ferro do C7 são normalmente zeradas com a alça de mira de abertura de uso normal a 300 m com munição SS109/M855/C77. A alça de mira pode ser zerada para desvio de vento em incrementos de 2,8 cm ou 0,28 mrad a 100 m, quando usada com um raio de mira de comprimento de fuzil de 502 mm. O ajuste de elevação pode ser zerado em incrementos de 3,5 cm ou 0,35 mrad a 100 m. Não tão aparente é o uso da Diemaco de unidades de cano e câmara forjadas em cromo com torção de estriamento de 1 em 178 mm com um diâmetro de furo ligeiramente reduzido ao longo do comprimento do estriamento para aumentar a longevidade e a precisão.
Esses recursos foram introduzidos porque os canadenses originalmente desejavam usar um perfil de cano pesado em vez do perfil M16A2. A Diemaco desenvolveu um sistema de montagem diferente da Colt para a variante canadense do lança-granadas M203 para a família de fuzis C7 e o ferrolho e o suporte do ferrolho foram produzidos a partir de materiais mais fortes. A Diemaco otimizou o fuzil para usar o cartucho 5,56×45mm NATO C77, a bala L109 e o cartucho C78, projéteis traçadores L110 mais longos, usando um conjunto de buffer redesenhado, tornando desnecessárias as rampas de alimentação estendidas no estilo M4 posteriormente introduzidas na carabina Colt M4. Os militares canadenses inicialmente encomendaram carregadores STANAG de polímero para seus C7s. Como os protótipos falharam nos testes militares canadenses, o C7 foi introduzido com carregadores STANAG de alumínio. O C7 tem uma cadência de tiro cíclica de cerca de 700–900 tiros por minuto.

### C7A1
O C7A1 (Diemaco C7FT) substitui o conjunto de alça de mira/alça de transporte usado no C7 por um trilho Weaver modificado para montagem de mira óptica. O desenvolvimento canadense de trilhos precedeu a padronização dos EUA do "trilho Picatinny" MIL-STD-1913, então o "trilho canadense" ou "trilho Diemaco" difere um pouco. Existem 14 slots em vez de 13, e cada slot é mais estreito. A altura do trilho também é maior, permitindo o uso de uma base de massa de mira de altura normal, enquanto um trilho Picatinny requer o uso de uma base de massa de mira com marcação F mais alta para levantar o poste. Durante o desenvolvimento, os trilhos originais foram colados a vácuo na parte superior de um receptor nu. Para a produção, o trilho e o receptor foram feitos de uma única forja.
A montagem pode usar miras de ferro tradicionais ou a mira óptica ELCAN C79 Optical Sight 3,4×28, ambas as quais podem ser ajustadas para alívio ocular individual. A mira óptica foi projetada para a metralhadora leve C9 e inclui barras mil horizontais e verticais usadas para determinação de alcance e deflexão, e um poste de mira de trítio que brilha no escuro em vez da mira tradicional. A 3,4× é poderosa o suficiente para ver alvos corretamente no alcance máximo preciso de 550 m, embora, como a maioria das miras ópticas ampliadas, seja propensa a críticas por criar visão de túnel em situações de curta distância.

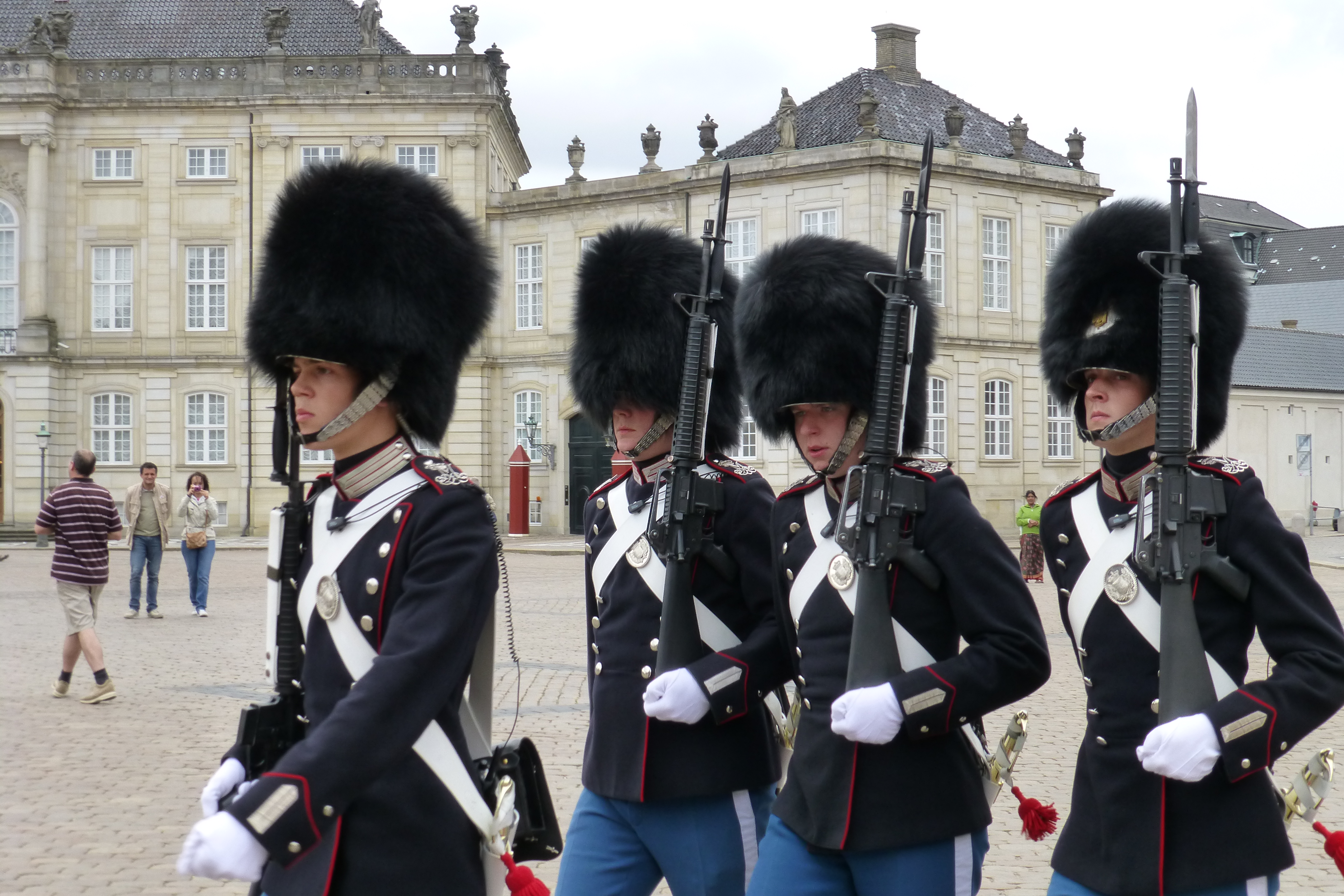
Guardas reais dinamarqueses com fuzis de assalto C7

Embora a grande abertura ajude a acelerar a aquisição do alvo, os soldados canadenses geralmente abrem mão da mira C79 em favor de miras ópticas não ampliadas ou uma alça de mira back-up (BUIS) quando engajados ou treinando em combate em curtas distâncias. Uma alça de transporte removível e conjunto de mira traseira também podem ser instalados na parte superior do receptor. A BUIS e a alça de transporte removível e conjunto de alça de mira apresentam aberturas de alça de mira tipo L que são as mesmas usadas na alça de transporte fixa e conjunto de alça de mira anteriores. Nos últimos anos, mediante solicitação, a Diemaco/Colt Canada fabricou receptores superiores MIL-STD-1913 "Picatinny rail".

### C7A2
Com o envolvimento canadense no Afeganistão, a Diemaco e as Forças Canadenses desenvolveram melhorias no C7A1 para melhor se adequar às situações operacionais em questão. O resultado, o C7A2, tem uma unidade de coronha telescópica de quatro pontos semelhante à da carabina C8 e um TRIAD de três trilhos que é preso na base da massa de mira para permitir que acessórios sejam fixados. A alavanca seletora, o retém do carregador e a trava da alavanca de manejo tornaram-se ambidestras. Além disso, o C7A2 é fornecido com mobília verde como padrão.

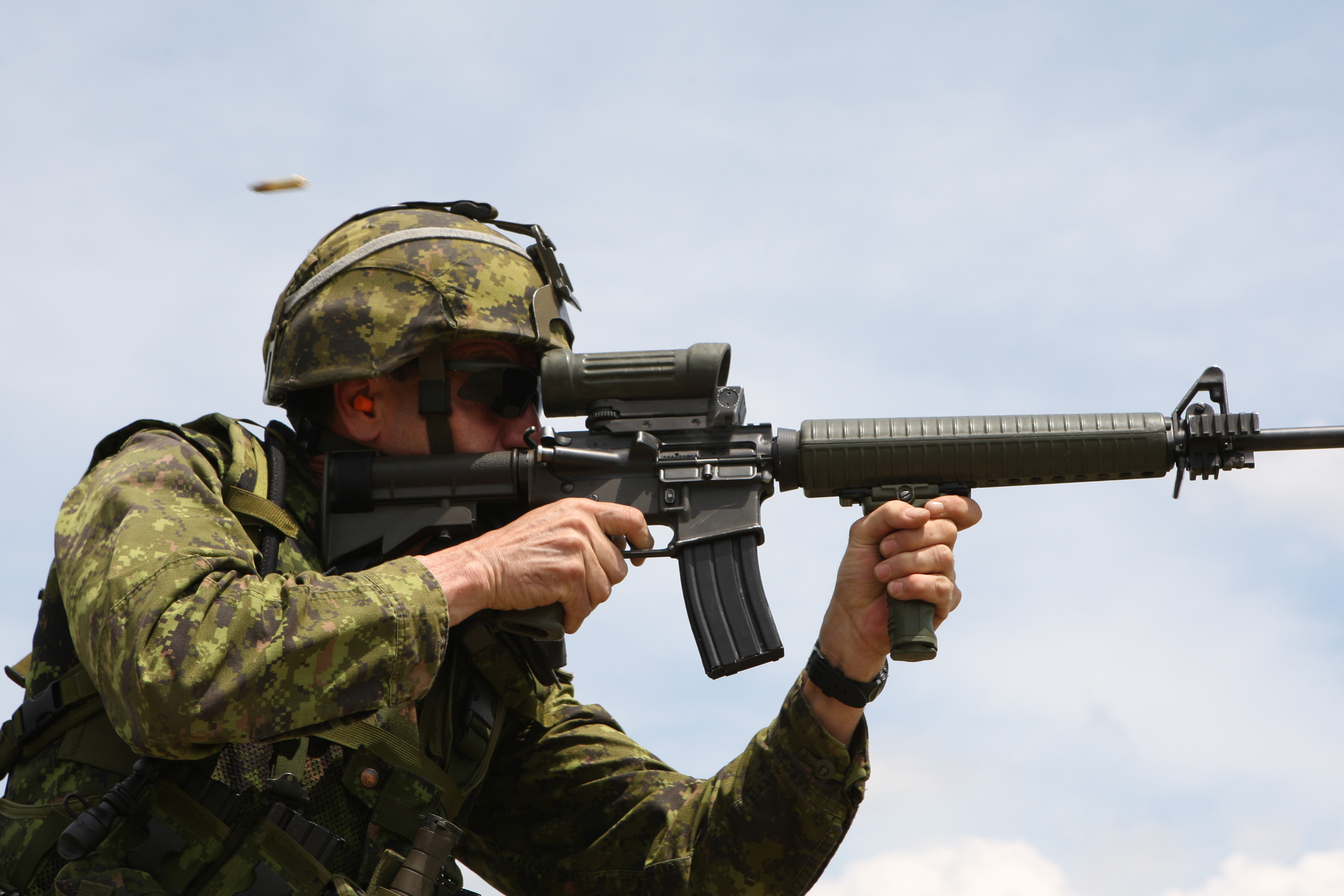
Um soldado canadense disparando um C7A2. O C7A2 incluía uma montagem TRIAD de três trilhos presa em sua massa de mira.

Essas armas são frequentemente vistas com uma infinidade de acessórios semelhantes aos de suas contrapartes americanas, dadas as semelhanças gerais do sistema e das montagens de trilho. O C7A2 também é emitido com a mira óptica C79A2 ELCAN com ampliação de 3,4×, mas com um revestimento blindado de borracha verde uniforme, mas alguns soldados que a recebem receberam ou compraram miras como a mira holográfica EOTech e a Trijicon ACOG.
Dentro de uma seção de oito homens, seis soldados normalmente carregam um C7A2: o comandante da seção e o segundo em comando, dois granadeiros e dois fuzileiros, com apenas os metralhadores carregando uma C9A2. O C7A2 é considerado uma atualização de "meia-vida" para a família C7. A adição do suporte de trilho TRIAD tornou mais fácil para os soldados anexarem acessórios como designador de laser e luzes táticas. Muitos A2s também são vistos com punhos dobráveis da Cadex Inc. sob os guarda-mão que podem armazenar 2 baterias CR123.
As Forças Canadenses estão buscando atualizar e modernizar seu estoque de fuzis de assalto C7A2, embora nada ainda seja oficial ou certo em 2022. Uma das maiores atualizações que podem ser implementadas é a substituição do receptor superior plano padrão por guarda-mãos padrão, tampa de extremidade do guarda-mão e base de masssa de mira por um receptor superior monolítico com guarda-mão de quatro trilhos de alumínio integrado para maior modularidade com acessórios e cano flutuante livre para maior precisão. Isso colocaria a frota de fuzis de serviço das Forças Armadas Canadenses no mesmo nível das últimas ofertas da Colt Canada e atualizações dos militares dinamarqueses e holandeses que adotaram fuzis com receptores superiores monolíticos.
Esta versão exigirá o uso do Colt Canada M203A1 com um sistema de montagem diferente devido ao novo guarda-mão de quatro trilhos de alumínio. Como a Colt Canada desenvolveu e lançou o MRR (Modular Rail Rifle) que usa um receptor superior monolítico com o sistema de fixação Magpul M-LOK, as Forças Armadas Canadenses (CAF) podem estar indo nessa direção, junto com um cano mais curto de 470 mm, em vez do cano padrão de 508 mm, e tubo de gás reto com um bloco de gás de baixo perfil. A possibilidade de usar supressores integrados também é algo que está sendo analisado. Uma trava de alavanca de manejo mais curta também será usada em oposição à trava muito longa do C7A2, que fica presa em equipamentos e coletes, o que faz com que a trava dobre e quebre a alavanca de manejo.

## C8

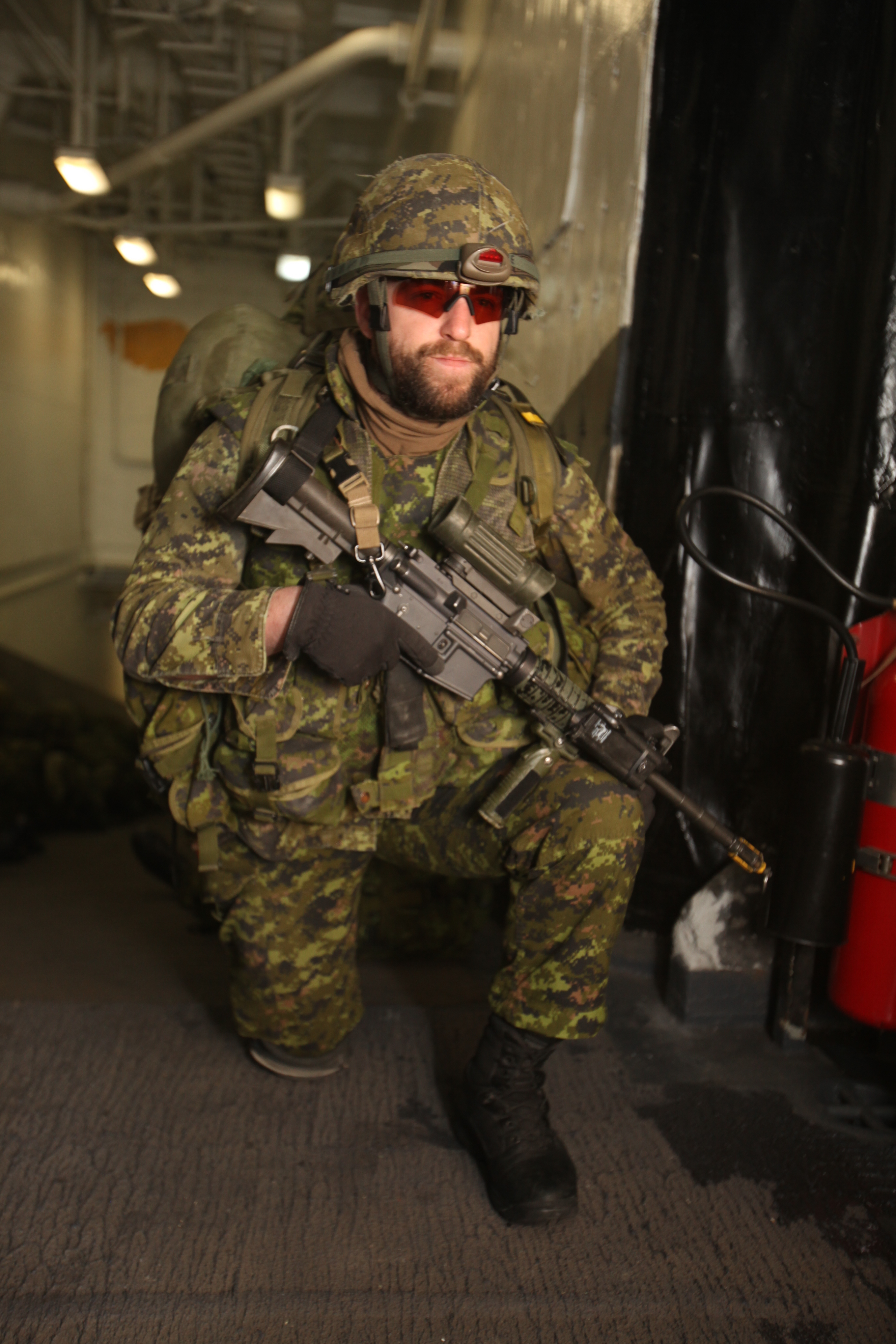
Uma carabina C8 com um adaptador para disparo de festim em serviço canadense, 2012

A linha Colt Canada C8 são variantes de carabina da família C7 e são mecânica e visualmente muito semelhantes à carabina Colt Modelo 723 M16A2. A Colt fez as C8s iniciais para as Forças Canadenses como a Colt Modelo 725. A C8 tem um cano de perfil A1 de 368 mm como a carabina Colt Modelo 653 M16A1, mas com uma torção de estriamento de 1 em 178 mm apropriada para estabilizar adequadamente a bala L109 do cartucho 5,56×45mm NATO C77 e os projéteis traçadores L110 mais longos do cartucho C78 e as melhorias de projeto apresentadas nos fuzis de assalto C7. A C8 tem uma cadência de tiro cíclica de cerca de 750–950 tiros por minuto.
As miras de ferro da C8 são normalmente zeradas com a alça de mira de abertura de uso normal a 250 m com munição SS109/M855/C77. A alça de mira pode ser zerada para deriva em incrementos de 3,8 cm ou 0,38 mrad a 100 m, quando usada com um raio de mira de comprimento de carabina de 367 mm. A elevação pode ser zerada em incrementos de 4,7 cm ou 0,47 mrad a 100 m. Uma vez que a linha de mira de ferro é zerada, o poste de massa de mira e a alça de mira não devem ser movidos.

### C8A1
A C8A1 (Diemaco C8FT) é essencialmente uma carabina C8 com um receptor superior plano do C7A1; a carabina tem um cano de 368 milímetros versus o cano de 508 milímetros normalmente visto no C7. O layout geral da arma permanece essencialmente inalterado, exceto pelo receptor superior e a inclusão geral da mira C79. Os C8A1s também foram mais comumente vistos com a alça de transporte destacável com miras A1 desenvolvidas pela Diemaco para o C7FT e o C8FT. O C8A1 nunca foi oficialmente adotado pelas Forças Canadenses e foi usado apenas no Afeganistão pela capacidade de usar as miras ópticas C79.

### C8A2
A carabina C8A2 é muito semelhante à C8, mas tem um cano pesado de 368 milímetros, forjado a martelo frio, em oposição ao cano de perfil de lápis de 368 mm usado anteriormente, e um receptor superior plano.

### C8SFW
A Special Forces Weapon (SFW) apresenta um cano mais longo, de 410 milímetros, com um perfil significativamente mais pesado do que o C8A1 e um guarda-mão Rail Adapter System (RAS). O sistema operacional da SFW é mais copiosamente gaseada quando comparada à C8A1 padrão para aumentar a confiabilidade na presença de incrustações pesadas ou gelo, às custas de mover o ferrolho e o suporte do ferrolho mais rápido e mais forte contra o conjunto de buffer adaptado, resultando em um aumento de recuo livre. Ela é projetada para fornecer uma capacidade de suporte de fogo na forma de carabina. Uma luva, chamada Simon Sleeve, é deslizada sobre a extremidade do cano e é retida pelo compensador e sua arruela de esmagamento. É usada para montar a baioneta C7 Nella padrão emitida, a baioneta CAN 2000/2005 e lança-granadas M203A1s.
A base da massa de mira é reforçada para a montagem do lança-granadas Heckler & Koch AG-C/EGLM. A massa, velocidade de saída e alcance efetivo são declarados como 3,4 kg, 895 m/s e 550 m.

### C8FTHB
Preocupações que a Infantaria Leve Canadense da Princesa Patricia tinha com a C8 levaram à criação da C8FTHB. A C8FTHB (Flat Top Heavy Barrel) apresenta inúmeras melhorias em relação à C8, incluindo um cano de perfil M4 forjado a frio de perfil pesado com um recorte para montagem do lança-granadas M203A1 e baioneta e mira óptica Elcan C79.
Algumas das carabinas C8FTHB anteriores usavam receptores do C8 antigos e reformados. "FTHB" foi estampado próximo às marcações C8 nos receptores inferiores. A Colt Canada posteriormente fabricou novos receptores inferiores com marcações C8FTHB. Mais tarde, as carabinas C8FTHB que foram atualizadas para o padrão C8A3 tiveram "A3" estampado próximo às marcações, resultando em marcações "C8FTHBA3". Apenas 400 C8FTHBs foram atualizados para C8FTHBA3s antes que a Colt Canada começasse a simplesmente marcar novos receptores como "C8A3".

### C8A3

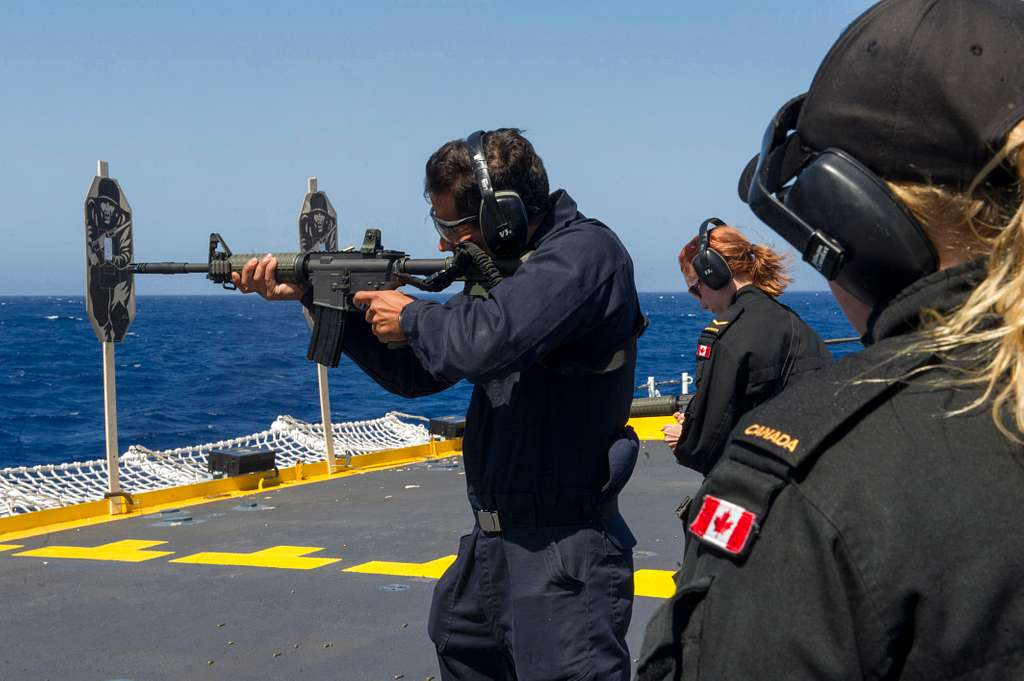
Um oficial da Marinha dos EUA dispara uma carabina C8A3 a bordo do HMCS Calgary

A C8FTHB foi rapidamente substituída pela C8A3, que apresenta o mesmo cano forjado a frio de 400 mm e receptor superior plano do C8FTHB, bem como todas as atualizações de meia-idade que apareceram no C7A2, como a mobília verde e a trava de alavanca de manejo, retém do carregador e alavanca seletora ambidestros. Ele também inclui o trilho TRIAD I para o C8, que tem um slot a menos que o C7 TRIAD I, para acomodar a mira para o M203A1.

### Outras variantes da C8
Existem duas variantes adicionais da C8. A C8CQB é semelhante à American Mark 18 Mod 0 CQBR, tendo um cano pesado de 254 milímetros ou 295 milímetros e um quebra-chamas Vortex Flash Hider feito pela Smith Enterprise Inc. A variante menor Personal Defense Weapon (PDW) tem um comprimento total de 530 mm com sua coronha totalmente retraída. Ela tem um cano de 145 mm e o receptor foi encurtado em 42 mm.

## Operadores
- Botswana: MRR15.7M e MRR11.6S Modular Rail Rifle usados pela Força de Defesa de Botsuana.[15]
- Canadá: Usado pelas Forças Canadenses[16] e agências de aplicação da lei, incluindo a Real Polícia Montada do Canadá,[17] Departamento de Polícia de Vancouver,[18] Polícia Regional de Halifax,[19] Polícia de Dryden,[20] Halton ERT,[20] Polícia Provincial de Ontário, Sûreté du Québec (Polícia Provincial de Quebec), Polícia Regional de York e Força-Tarefa de Emergência (TPS).[21] Também é usado pelo Serviço Correcional do Canadá.
- Dinamarca:[16] Toda a família de fuzis dinamarqueses M/95 foi desenvolvida na plataforma do C7/8: M/95(C7), M/96(C8), M/04(LSW) e M/10(C8IUR)[22]
- Islândia: Usado pela Unidade de Resposta a Crises da Islândia
- Países Baixos: Usado pelas Forças Armadas dos Países Baixos.[16][23][24]
- Noruega: Em uso com Forsvarets Spesialkommando (Exército da Noruega)[25] e Marinejegerkommandoen (Defesa Marítima Norueguesa).[26] Também em uso com agências selecionadas dentro da Polícia Norueguesa, incluindo Delta,[27][28] a Escolta Policial Real e o Serviço de Segurança Policial Norueguês.[29]
- Roménia: Em uso com o Detașamentul Special de Protecție și Intervenție[30]
- Ucrânia: Quantidade significativa de C7A2 foi vista nas mãos de forças ucranianas durante a invasão da Ucrânia pela Rússia.[31] Alguns C8s/C8 SFWs usados por SOF ucranianos sob o SSO.[32]
- Reino Unido: As carabinas C8SFW, C8IUR e C8MRR são usadas pelo Exército Britânico e SAS e são os fuzis padrão dos Royal Marines sob a designação de L119A1, L119A2 e L119A3[33][34][35][36]

### Ex-operadores
- Afeganistão: Armas doadas pelo Canadá foram usadas anteriormente pelo Exército Nacional Afegão,[37] mas depois foram devolvidas ao Canadá em favor de armas americanas.[38]